# Borumlaca, Bihor
Borumlaca (în maghiară Baromlak) este un sat în comuna Suplacu de Barcău din județul Bihor, Crișana, România.

## Vezi și
- Biserica de lemn din Borumlaca

 Acest articol despre o localitate din județul Bihor este deocamdată un ciot. Puteți ajuta Wikipedia prin completarea lui.